# ヤシュ・ヌーン・アイーン1世
ヤシュ・ヌーン・アイーン1世（Yax Nuun Ayiin I）はメソアメリカの編年における古典期前期の4世紀末に、ペテン盆地にあったティカルのマヤ文明の政権の統治者。
しばしば「曲がり鼻」王ないし「巻き鼻」王として聖刻文字に表音的に解読できるあだ名で現れる。

## 経歴
ティカルの王に即位したのは379年9月13日、前王チャック・トック・イチャーク1世の死（おそらくテオティワカンからの征服者によって殺害された）の直後である。
ヤシュ・ヌーン・アイーンはテオティワカンの主（おそらく都市の王）である「投槍フクロウ」の息子であった。
テオティワカンの貴族がティカルの王となることはマヤ低地中央部でのテオティワカンの影響力の高さを示している。
ヤシュ・ヌーン・アイーンは戴冠の際まだ子供か若者であったようであり、在位の初期では彼の父配下の将官の一人シヤフ・カックが一種の摂政として統治していたとみられる。
425年に彼の王位を息子のシヤフ・チャン・カウィール2世が継いだ。
「墳墓10（Burial 10）」として知られる彼の墓はペンシルベニア大学の考古学者たちによって発見された。